# 潛藩升府
潛藩升府指宋朝皇帝即位之後，将潜藩、潜邸所在州升为府的行政区划制度。通常皇帝會視即位前所受封的爵位，包括王爵和公爵的命名地，一般是州和遙領的地方官職，大多為某軍節度使的駐地為「潛邸」，多將其升格為府，把單字州名改為二字府名。也有極少數州升為軍而非府。现代研究者统计南宋时新置的府有25个，除因建都升为府的臨安府外，大都是出于皇帝或地方官民意愿实行的“潛藩升府”。
宋朝皇帝的「晉升」與其他朝代不同。皇子們很少直接被封為皇太子，一般會先獲得一個爵位，並遙領一些地方官職，然後再慢慢向上晉升，在此期間不斷改名，直到成為太子繼承皇位。可能被受封的爵位從郡公、國公到郡王、親王不等；而且在同一級爵位之間也可依據名號分出高低，如吳王就高於鄆王。
皇帝即位後將自己的潛藩升府始於神宗，在徽宗年在位期間成例。神宗和哲宗只將自己的一個潛藩升為了府，徽宗則把自己和之前諸帝的潛邸幾乎全部升為了府。徽宗之前諸帝的潛邸除太祖宋州、仁宗昇州、神宗許州和哲宗延州外，均晉升於徽宗在位時。
唐宋，包括五代，的一些親王和國公封號，如秦王、齊王、晉王、楚王和吳王以春秋戰國時期的國名作為封號，另有不少親王和國公是以州名來當封號的，比如荊王、許王、邠王、潞王、光王、壽王、濟王、汴王、邕王、雍王、兗王、冀王、鄆王、信王、商王、潤王和溫王。以國名作封號的爵位無對應州，所以也沒有「升府」一說。
郡王和郡公的封號來源於前朝的郡名，均在唐由郡改為了州。

## 宋太祖
周恭帝即位後，趙匡胤（宋太祖）改任歸德軍（駐宋州）節度使，趙匡胤即位後定國號為宋，真宗景德三年（1006年）升宋州為應天府，真宗大中祥符七年（1014年）建為南京。金朝至清朝改稱歸德府，附廓縣先叫宋城縣，後改名商丘縣，即今天的河南省商丘市。但宋太祖所領的其他官職，如義成軍節度使和忠武軍節度使的轄地並未升為府。

## 宋太宗
《宋史》：「太祖即位，以帝為殿前都虞候，領睦州防禦使。親征澤、潞，帝以大內點檢留鎮，尋領泰寧軍節度使。⋯⋯徵太原，改東都留守，別賜門戟，封晉王，序班宰相上。」
領睦州防禦使：睦州升為建德軍。治所在建德縣，今浙江省杭州市建德市東北。
領泰寧軍（駐兗州）節度使：兗州升為襲慶府。治所在瑕縣，今山東省濟寧市兗州區。
封晉王：晉州升為平陽府。轄區在今山西省臨汾市和運城市。

## 宋真宗
《宋史》：「初名德昌，太平興國八年，授檢校太保、同中書門下平章事，封韓王，改名元休。端拱元年，封襄王，改元侃。淳化五年九月進封壽王，加檢校太傅、開封尹。」
封韓王：韓州是遼朝的軍州。韓王應是來源與國名，即戰國時的韓國，而非州名。
封襄王：襄州升為襄陽府。治所在襄陽縣，今湖北省襄陽市漢水南的襄州區。
進封壽王：壽州升為壽春府。治所在北壽春下蔡縣，今安徽省淮南市鳳台縣。

## 宋仁宗
《宋史》：「七年，封慶國公。八年，封壽春郡王，講學於資善堂。⋯⋯明年，進封昇王。」
封慶國公：慶州升為慶陽府。治所在安化縣，今甘肅省慶陽市慶城縣。
封壽春郡王：和真宗的壽王一樣，同為壽州。
進封昇王：昇州升為江寧府，宋室南渡後改為建康府。昇州升府發生在仁宗受封昇王的同一年，即真宗大中祥符九年（1016年），而非即位後。

## 宋英宗
《宋史》：「景祐三年，賜名宗實，授左監門衛率府副率，累遷右羽林軍大將軍、宜州刺史。皇祐二年，為右衛大將軍、岳州團練使。⋯⋯六年十月辛卯，起為秦州防禦使、知宗正寺，帝以終喪辭。⋯⋯七年八月，許罷宗正，復為岳州團練使。⋯⋯九月，遷齊州防禦使、鉅鹿郡公。」
為岳州團練使：岳州升為岳陽軍。治所在巴陵縣，今湖南省岳陽市。
遷齊州防禦使：齊州升為濟南府。治所在歷城縣，今山東省濟南市。
遷鉅鹿郡公：邢州升為信德府。鉅鹿郡是秦三十六郡之一，漢改為襄國郡，隨廢襄國郡置邢州又廢邢州復為襄國郡，唐改襄國郡為鉅鹿郡又復鉅鹿郡為邢州。治所在邢台縣，今河北省邢台市。
遷宜州刺史：宜州作為宋度宗潛邸升為慶遠府。
起為秦州防禦使：秦州並未升為府。

## 宋神宗
《宋史》：「英宗即位，授安州觀察使，封光國公。⋯⋯九月，加忠武軍節度使、同中書門下平章事，封淮陽郡王，改今諱。治平元年六月，進封潁王。」
領安州觀察使：安州升為德安府。治所在安陸縣，今湖北省孝感市安陸市。
封光國公：光州升為光山軍。治所在光城縣，今河南省信陽市潢川縣。
領忠武軍（駐許州）節度使：神宗元豐三年（1080年）許州升為潁昌府。治所在長社縣，今河南省許昌市。
進封淮陽郡王：陳州升為淮寧府。淮陽郡，或為楚郡，是秦三十六郡之一，曹魏置陳郡，隋廢又置淮陽郡，唐置陳州。治所在宛丘縣，今河南省周口市淮陽區。
進封潁王：潁州升為順昌府。治所在汝陰縣，今安徽省阜陽市。

## 宋哲宗
《宋史》：「初名傭，授檢校太尉、天平軍節度使，封均國公。元豐五年，遷開府儀同三司、彰武軍節度使，進封延安郡王。」
授天平軍（駐鄆州）節度使：鄆州升為東平府。治所在須城縣，今山東省泰安市東平縣。
封均國公：均州升為武當軍。治所均州城淹沒在丹江口水庫下。
遷彰武軍（駐延州）節度使、進封延安郡王：哲宗元祐四年（1089年）延州升為延安府。隋改延州置延安郡，唐復改延州。治所在膚施縣，今陝西省延安市。

## 宋徽宗
《宋史》：「明年正月賜名，十月授鎮寧軍節度使、封寧國公。哲宗即位，封遂寧郡王。紹聖三年，以平江、鎮江軍節度使封端王，出就傅。五年，加司空，改昭德、彰信軍節度。」
授鎮寧軍（駐澶州）節度使：澶州升為開德府。即簽訂「澶淵之盟」處，治所在頓丘縣，今河南省濮陽市清豐縣西南。
封寧國公：寧州升為興寧軍。治所在今甘肅省慶陽市寧縣。
封遂寧郡王：遂州升為遂寧府。隋改遂州置遂寧郡，唐復為遂州。治所在小溪縣，今四川省遂寧市。
平江軍（駐蘇州）節度使：蘇州升為平江府。即今江蘇省蘇州市。
鎮江軍（駐潤州）節度使：潤州升為鎮江府。即今江蘇省鎮江市。
封端王：哲宗元符三年（1100年），即徽宗即位當年，徽宗在端州置興慶軍，是徽宗大規模將潛藩升府的開始。徽宗政和三年（1113年）升為興慶府（不是西夏的國都興慶府），徽宗重和元年（1118年）親賜御書為肇慶府。即今廣東省肇慶市。
改昭德軍（駐潞州）節度使：潞州升為隆德府。治所在上黨縣，今山西省長治市。
改彰信軍（駐曹州）節度使：曹州升為興仁府。治所在濟陰縣，今山東省菏澤市曹縣西北。

## 宋欽宗
《宋史》：「初名亶，封韓國公，明年六月進封京兆郡王。⋯⋯大觀二年正月，進封定王。」
封韓國公：但無對應潛邸，原因和真宗一樣。
進封京兆郡王：曹魏將漢京兆尹改為京兆郡；隋開皇三年（583年）廢京兆郡入雍州；隋大業三年（607年）天下改州為郡，置京兆郡；唐武德元年（618年）天下郡改為州，復為雍州；唐開元元年（713年）改雍州為京兆府，是府作為行政區劃的開始；至宋時雖不是四京之一但仍沿用，即永興軍路京兆府，今陝西省西安市。
封定王：定州升為中山府。治所在安喜縣，今河北省保定市定州市。定州升府在徽宗政和三年（1113年），欽宗進封定王後，即位前。

## 宋高宗
《宋史》：「八月丁丑，賜名，授定武軍節度使、檢校太尉，封蜀國公。二年正月庚申，封廣平郡王。宣和三年十二月壬子，進封康王。」
授定武軍節度使：考察無據。
封蜀國公：蜀州先升為崇慶軍，後升為崇慶府。治所在晉原縣，今四川省崇州市。
封廣平郡王：廣平郡在東漢省入鉅鹿郡，鉅鹿郡已作為英宗潛邸升為府。
進封康王：康州升為德慶府，後又置永慶軍節度。治所在瑞溪縣，今廣東省肇慶市德慶縣。
領靜江軍（駐桂州）節度使：桂州升為靜江府。《宋史·志第四十三·地理六》：「紹興三年，以高宗潛邸，升府。」但並未找到高宗領靜江軍節度使的記載。治所在臨桂縣，今廣西壯族自治區桂林市。

## 宋孝宗
《宋史》：「三年二月，除和州防禦使，賜名瑗。壬寅，改貴州。⋯⋯己亥，制授保慶軍節度使，封建國公。⋯⋯十二年正月丁酉，加檢校少保，封普安郡王。⋯⋯十七年六月戊午，改常德軍節度使。⋯⋯丙子，制授寧國軍節度使、開府儀同三司，進封建王。⋯⋯三十一年十月壬子，以明堂恩，改鎮南軍節度使。」
除和州防禦使：未升為府。
封普安郡王：劍州升為隆慶府。西魏時，由南安縣改為普安縣，為普安郡治所，明省普安縣入劍州。在今四川省廣元市劍閣縣。
改常德軍（駐鼎州）節度使：鼎州升為常德府。治所在武陵縣，今湖南省常德市。
制授寧國軍（駐宣州）節度使：宣州升為寧國府。治所在宣城縣，今安徽省宣城市。
封建國公、進封建王：建州升為建寧府。治所在建安縣，今福建省南平市建甌市。
改鎮南軍（駐洪州）節度使：洪州升為隆興府。治所在南昌縣，今江西省南昌市。

## 宋光宗
《宋史》：「孝宗即位，拜鎮洮軍節度使、開府儀同三司，封恭王。」
拜鎮洮軍節度使：駐秦鳳路熙州，但此時不屬宋朝，且在光宗受封前已被金朝改為臨洮路臨洮府。
封恭王：恭州升為重慶府。治所在巴縣，今重慶市。

## 宋寧宗
《宋史》：「淳熙五年十月戊午，遷明州觀察使，封英國公。⋯⋯十二年三月乙酉，遷安慶軍節度使，封平陽郡王。⋯⋯三月己亥，拜少保、武寧軍節度使，進封嘉王。」
遷明州觀察使：明州升為慶元府。治所在鄞縣，今浙江省寧波市。
封英國公：英州升為英德府。治所在真陽縣，今廣東省英德市。
遷安慶軍（駐舒州）節度使；舒州升為安慶府。治所在懷寧縣，今安徽省安慶市。
封平陽郡王：史上記載有兩個平陽郡，一個是曹魏所設，在山西，轄區在今山西省臨汾市和運城市；另一個是古越國長沙地區之平陽郡，東晉陶侃析桂陽郡郴縣地置平陽縣及平陽郡，隋滅陳後置郴州，廢桂陽郡、平陽郡併入郴州，廢平陽縣併入郴縣，即今湖南省郴州市桂陽縣。前者已作為太宗潛邸升為府，同時屬金朝河東南路，不在南宋轄下；後者則未升為府。故推測這個郡王爵位是以前者命名的。
拜武寧軍節度使：武寧軍節度使，下轄徐州、泗州、濠州，治徐州，屬金朝山東西路，不在南宋轄下。在今江蘇省徐州市。
進封嘉王：嘉州升為嘉定府。治所在龍遊縣，今四川省樂山市。

## 宋理宗
《宋史》：「嘉定十三年八月，景獻太子薨，寧宗以國本未立，選太祖十世孫年十五以上者教育，如高宗擇普安、恩平故事，遂以十四年六月丙寅立貴和為皇子，改賜名竑，而以帝嗣沂王。⋯⋯己未，以帝為邵州防禦使。⋯⋯壬辰，疾篤，彌遠稱詔以貴誠為皇子，改賜名昀，授武泰軍節度使，封成國公。」
嗣沂王：沂州屬金朝山東東路，不在南宋轄下。治所在即丘縣，今山東省臨沂市東南。
為邵州防禦使：邵州升為寶慶府。治所在邵陽縣，今湖南省邵陽市。
授武泰軍（駐黔州）節度使：黔州升為紹慶府。府治在今重慶市彭水縣。
封成國公：成州升為同慶府。治所在同谷縣，今甘肅省隴南市成縣。
領果州團練使，果州升為順慶府。《宋史·志第四十二·地理五》：「寶慶三年，以理宗初潛之地，升府，隸劍南東路。」但並未找到理宗領果州團練使的記載。治所在南充縣，今四川省南充市。

## 宋度宗
《宋史》：「淳祐六年十月己丑，賜名孟啓，以皇侄授貴州刺史，入內小學。七年正月乙卯，授宜州觀察使，就王邸訓習。九年正月乙巳，授慶遠軍節度使，封益國公。十一年正月壬戌，改賜名孜，進封建安郡王。⋯⋯癸未，授崇慶軍節度使、開府儀同三司，進封永嘉郡王。⋯⋯十月癸酉，進封忠王。⋯⋯五年十月庚子，授鎮南、遂安軍節度使。」
授貴州刺史：未升為府。治所在鬱林縣，今廣西壯族自治區貴港市。
授宜州觀察使、授慶遠軍節度使：宜州升為慶遠府。治所在宜山縣，今廣西壯族自治區宜州市。
封益國公：太宗淳化四年（993年），王小波、李順起義失敗，成都府被降為益州，成都府路改為益州路，成都縣和華陽縣仍為治所。徽宗重和元年（1118年），益州再升格為成都府。即今四川省成都市。
進封建安郡王：東吳置建安郡，唐改建安郡為建州。與孝宗潛邸同，是今福建省南平市建甌市。
授崇慶軍節度使：與高宗潛邸同，是今四川省崇州市。
封忠王：忠州升為咸淳府。治所在臨江縣，今重慶市忠縣。
進封永嘉郡王：溫州升為瑞安府。東晉分臨海郡溫嶠嶺以南地區置永嘉郡，唐改永嘉郡為溫州。即今浙江省溫州市。
授鎮南軍節度使：與孝宗潛邸同，是今江西省南昌市。
授遂安軍（駐嚴州）節度使：嚴州升為建德府。嚴州本名睦州，宋徽宗時平方臘之亂後改名為嚴州。治所在今浙江省杭州市建德市梅城鎮。

## 其他
宋朝因為皇帝私人原因的州升格為府的情況不僅限於「潛邸」這一種情況。
宋高宗播遷時曾多次駐蹕越州，後來將其升格為紹興府。即今浙江省紹興市。
宋孝宗出生於秀州，即位後升格為嘉興府。即今浙江省嘉興市。
再比如趙州，因為趙是宋朝「國姓」，所以升格為慶源府。治所在平棘縣，今河北省石家莊市趙縣。